# Курган (Француска)
Курган (фр. Courgent) насеље је и општина у Француској у региону Париски регион, у департману Ивлен која припада префектури Мант ла Жоли.
По подацима из 2011. године у општини је живело 387 становника, а густина насељености је износила 199,5 становника/km². Општина се простире на површини од 2,02 km². Налази се на средњој надморској висини од 100 метара (максималној 119 m, а минималној 57 m).

## Демографија
| 1962. | 1968. | 1975. | 1982. | 1990. | 1999. | 2011. |
| ----- | ----- | ----- | ----- | ----- | ----- | ----- |
| 124   | 127   | 175   | 246   | 366   | 403   | 387   |

График промене броја становника у току последњих година